# Emile Kuri
Pour les articles homonymes, voir Kuri (homonymie).
Emile Kuri, né le 11 juin 1907 à Cuernavaca dans l'État du Morelos (Mexique) et mort le 10 octobre 2000 à Woodland Hills en Californie (États-Unis) est un décorateur ayant travaillé à partir de 1952 pour Walt Disney Pictures.
Il a été nommé à six reprises aux Oscars du cinéma, et en a remporté deux, pour L'Héritière en 1949 et pour Vingt mille lieues sous les mers en 1955.

## Biographie
Il est engagé en 1952 aux Studios Disney comme décorateur pour Vingt Mille Lieues sous les mers (1954). Il a été débauché de l'équipe d'Alfred Hitchcock par Walt Disney pour accessoiriser les décors intérieurs puis devenir le responsable du département accessoires du studio Disney. Il a eu comme tâche de remplir les trois étages du bâtiment dédié aux accessoires des studios de Burbank et pour cela de parcourir le continent nord-américain.
Il a ensuite travaillé sur de nombreux longs métrages en prise de vue réels produits par le studio Disney dont Mary Poppins (1964) et Un amour de Coccinelle (1968).
Il est aussi le décorateur intérieur de bureaux pour la société Disney pour Disneyland Inc et Walt Disney World Company.

## Filmographie partielle
- 1942 : La Reine de l'argent (Silver Queen) de Lloyd Bacon
- 1942 : Far West (American Empire) de William C. McGann
- 1943 : Le Cavalier du Kansas (The Kansan) de George Archainbaud
- 1944 : C'est arrivé demain (It happened tomorrow) de René Clair
- 1944 : L'Aveu (Summer storm) de Douglas Sirk
- 1949 : L'Héritière de William Wyler
- 1950 : Propre à rien ! (Fancy Pants) de George Marshall
- 1951 : Si l'on mariait papa (He Comes the Groom) de Frank Capra
- 1952 : Un amour désespéré (Carrie) de William Wyler
- 1954 : Vingt mille lieues sous les mers
- 1954 : Davy Crockett, roi des trappeurs
- 1957-1958 : The Saga of Andy Burnett (6 épisodes)
- 1962 : Sammy, the Way-Out Seal (téléfilm)
- 1963 : Le Divan de l'infidélité (Wives and Lovers) de John Rich
- 1963 : Johnny Shiloh de James Neilson (téléfilm)
- 1965 : Kilroy (téléfilm)
- 1965-1966 : Gallegher (série TV)
- 1967 : Rentrez chez vous, les singes !
- 1967 : L'Honorable Griffin (The Adventures of Bullwhip Griffin)
- 1969 : Smith ! de Michael O'Herlihy
- 1970 : Le Pays sauvage (The Wild Country)
- 1972 : Les Aventures de Pot-au-Feu (The Biscuit Eater)